# Église Saint-Ansan de Spolète
L'église Saint-Ansan (italien : chiesa di Sant'Ansano) est une église catholique romaine de style néo-classique, située dans la ville de Spolète, dans la province de Pérouse, dans la région de l'Ombrie, en Italie. Elle fait partie d'un ensemble architectural composé de bâtiments romains médiévaux et modernes qui se superposent, avec notamment la crypte de saint Isaac et un temple romain.

## Histoire
Une église sur le site a peut-être été bâtie sur la tombe de saint Isaac, un moine ermite syrien qui au VIe siècle s'est retiré dans la montagne de Spolète. L'opinion dominante des érudits est qu'elle remonterait à une crypte dans laquelle il a été déposé durant une période comprise entre les XIe et XIIe siècles. Dans ce cas, les restes d'Isaac auraient été apportés à la crypte vers l'an 1500 par les chanoines du Latran qui ont fini par quitter leur monastère de San Giuliano des environs de Spolète sur la route de Monteluco affaibli à la suite du conflit entre Guelfes et gibelins, et selon la décision du pape Innocent VIII. Cependant, les chanoines, réfugiés dans la ville de Spolète, se sont peut-être installés dans une église déjà existante remontant aux structures d'un ancien temple romain, et autrefois dédiée à saint Ansan, auquel ils ont rajouté Isaac.   
L'église actuelle a été construite à la fin des années 1700 par l'architecte milanais Antonio Dotti.

## Description
À l'intérieur, se trouve une fresque représentant la Vierge à l'Enfant et deux Saints, œuvre de Giovanni di Pietro (Lo Spagna), et un retable représentant le Martyre de Saint Ansano d'Archita Ricci.

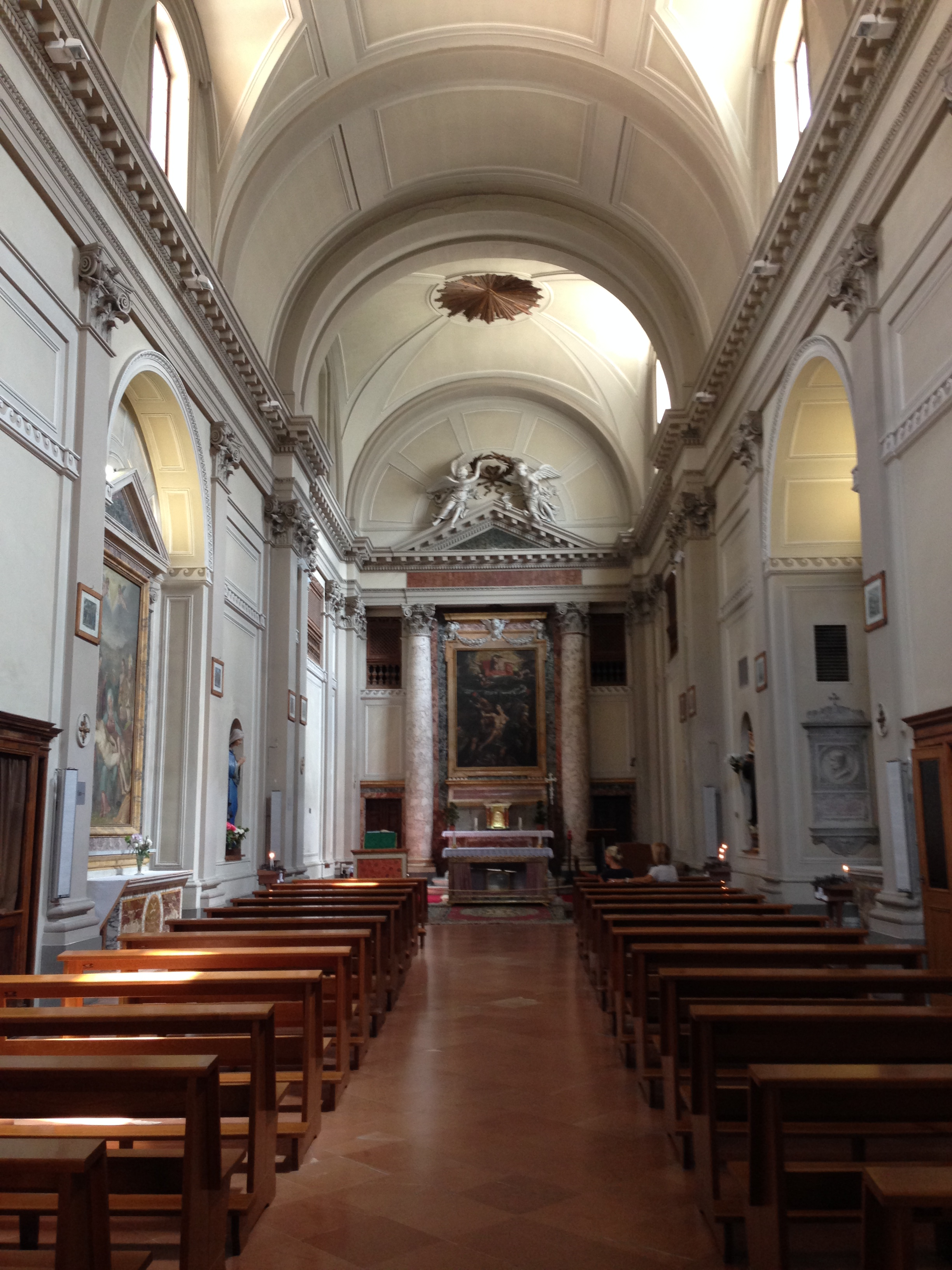
La nef de l'église.
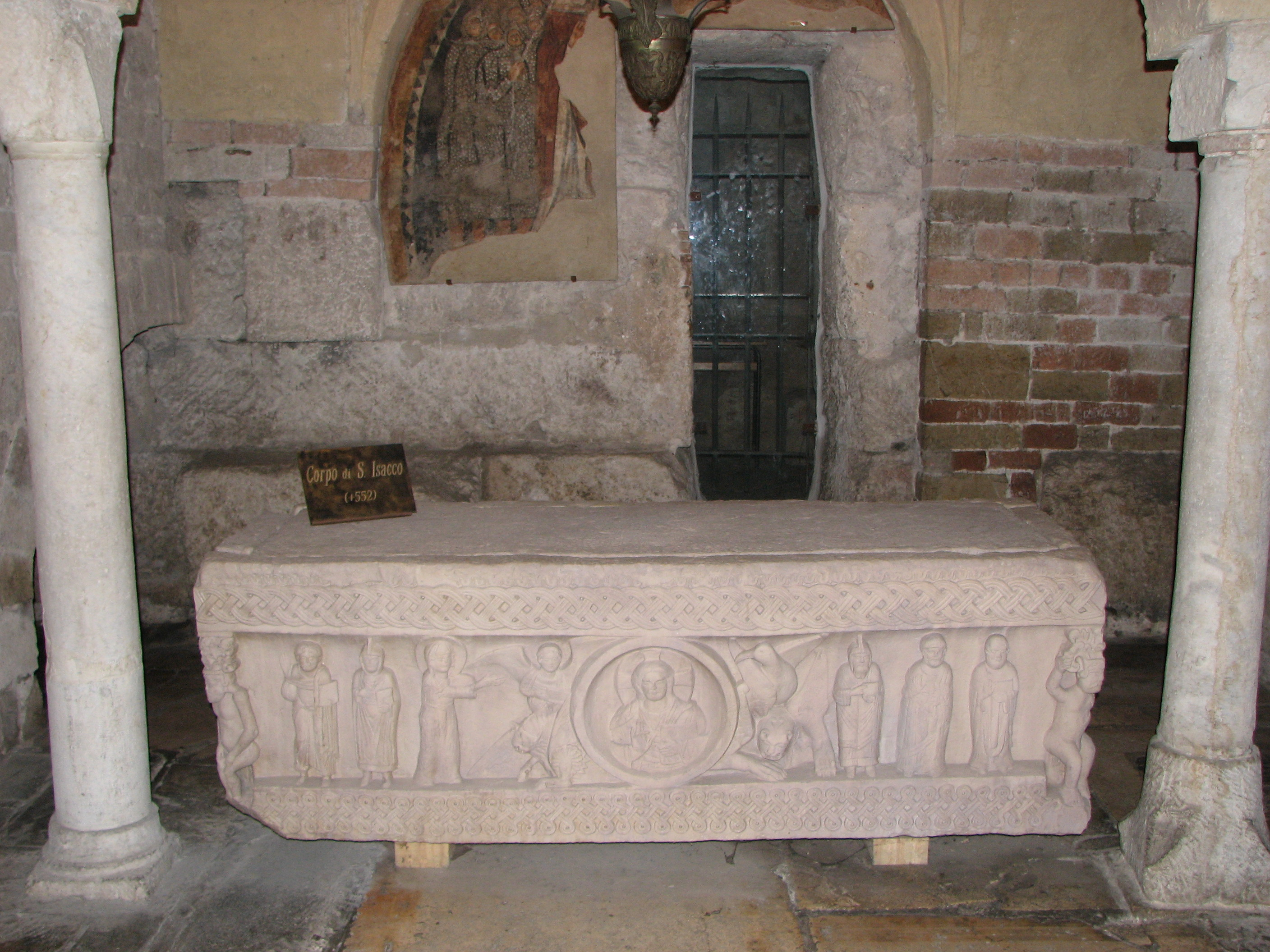
La crypte de Saint Isaac avec la copie de son sarcophage qui est conservé au musée national du duché de Spolète.
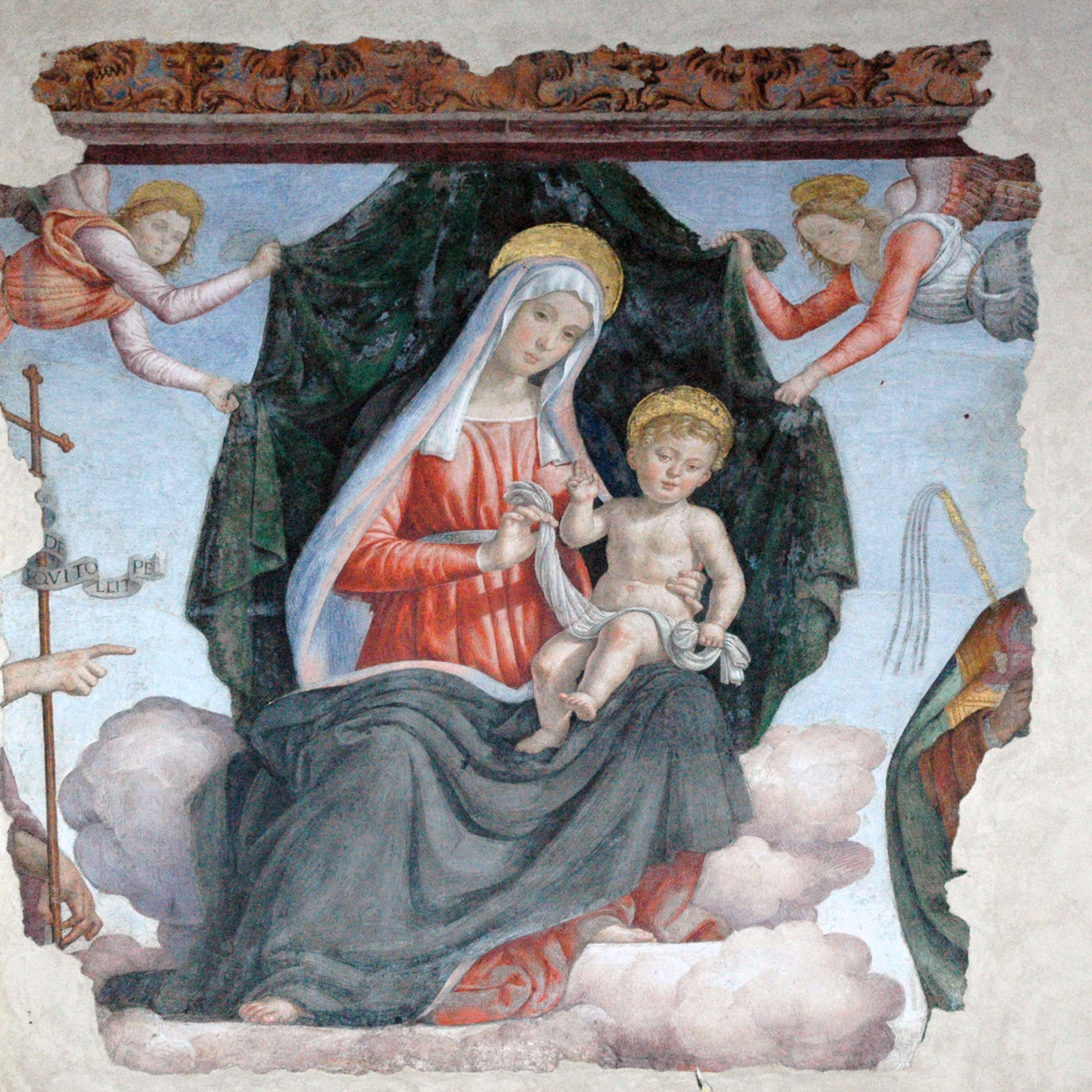
Vierge à l'Enfant de Giovanni di Pietro.